# Karel Vaněk (malíř)
Karel Vaněk (15. února 1900 Praha – asi 1960) byl český malíř, básník a právník, člen skupiny Devětsil.

## Život
Maturoval na gymáziu v Křemencově ulici v Praze. Jeho spolužáky byli K. Teige, L. Süss, A. Wachsman, J. Frič, A. Hoffmeister, V. Vančura, V. Štulc, J. Voskovec, J. Werich a další. Vystudoval práva na Universitě Karlově. Patří k zakládajícím členům uměleckého svazu Devětsil. V květnu 1922, po názorovém střetu mezi svojí apolitickou koncepcí a Teigeho komunistickým programem, opustil Devětsil a založil Novou skupinu. Později se živil jako právník.

## Rodina
Jeho otcem je právník a politik JUDr. Ludvík Vaněk (1860 – 1926). Jeho bratr JUDr. Ludvík Vaněk ml. (1897 – 1942), otec herečky Anny Pitašové, byl zavražděn nacisty během druhé Heydrichiády na Kobyliské střelnici.

## Dílo
Již na gymnáziu v Křemencově ulici byl živelným malířským temperamentem, který začal rovnou s futurismem. Byl tam iniciátorem a redaktorem školního časopisu – sborníku Kniha všeho, psal do něj nejdekadentnější verše.
Na přelomu let 1918–1919 dedikoval „Panu Janu Zrzavému“
následující báseň:

IDYLA POSCHODÍ

Panu Janu Zrzavému

Ó domy, mrtvé stromy,

ó slavíci električtí,

plechový ty měsíci!

(Na dalekých ulicích

toužil jsem po světicích

modrookých!)

Dnes večer čistý límec jsem si vzal,

vlasy si pěkně učesal

a čekal u okna otevřeného.

Tu přišlo ke mně poschodí mé,

kočička, vrabec a slepé štěně,

poschodí, které oživuje

schody a pavlač a nádobí,

na zemi rozložené:

tu byla světnice nad městem jako loď

odplouvající,

sen brány otvírající,

princezna hlubokých očí.

(listopad 1918 – únor 1919)

V Národní galerii v Praze se nachází jeho obraz Krajina.